# Олімпійський комітет Боснії і Герцеговини
Олімпійський комітет Боснії і Герцеговини (босн. Olimpijski komitet Bosne i Hercegovine) — організація, яка представляє Боснію і Герцеговину у міжнародному олімпійському русі. Заснований в 1992 році; зареєстровано в МОК в 1993 році.
Штаб-квартира розташована в Сараєво. Є членом МОК, ЄОК та інших міжнародних спортивних організацій. Здійснює діяльність по розвитку спорту в Боснії і Герцеговині.